# Ophiuche securalis
Ophiuche securalis är en fjärilsart som beskrevs av Achille Guenée 1854. Ophiuche securalis ingår i släktet Ophiuche och familjen nattflyn. Inga underarter finns listade i Catalogue of Life.